# Строцький Йосип Йосипович
Строцький Йосип Йосипович (1923—2011) — український поет. Псевдонім — Зореслав.

## З біографії
Народ. 6 травня 1923 р. у м. Вознесенську на Миколаївщині. У 30-х роках родина переїхала в Донбас, оселилася в Макіївці. У 1938 р. був репресований батько. Як син репресованого Й. Строцький залишив Україну, перебував у Німеччині у таборах. Потім виїхав до Бельгії. У 1951 р. переїхав до Австралії. У 1962 р. прибув до США. Помер 12 червня
2011 р.

## Творчість
- Зореслав. Досвітні вогні: Поезія. — Донецьк: СПД Дмитренко, 2006. — 160 с.
- Зореслав. Крилаті думки. — Черкаси: Ю. А. Чабаненко, 2004. — 292 с.
- Zoreslav. Song of a distance. Poetry. — Donetsk, 2005. — 24 s.